# Jerzy I (patriarcha Aleksandrii)
Jerzy I – chalcedoński patriarcha Aleksandrii w latach 621–630.